# Salagena meyi
Salagena meyi is een vlinder van de familie van de Metarbelidae. De wetenschappelijke naam van de soort is voor het eerst gepubliceerd in 2007 door Ingo Lehmann.
De soort komt voor in Namibië.